# Norops vicarius
Norops vicarius är en ödleart som beskrevs av  Williams 1986. Norops vicarius ingår i släktet Norops och familjen Polychrotidae. Inga underarter finns listade i Catalogue of Life.